# Hypobletus
Hypobletus är ett släkte av skalbaggar. Hypobletus ingår i familjen stumpbaggar.

## Dottertaxa tillHypobletus, i alfabetisk ordning[1]
- Hypobletus almeidae
- Hypobletus androyanus
- Hypobletus apicalis
- Hypobletus aulacopygus
- Hypobletus delicatus
- Hypobletus exhaustus
- Hypobletus fossistoma
- Hypobletus frater
- Hypobletus furcula
- Hypobletus goudoti
- Hypobletus incognitus
- Hypobletus instabilis
- Hypobletus latiusculus
- Hypobletus leleupi
- Hypobletus mitis
- Hypobletus nepos
- Hypobletus nigritulus
- Hypobletus orbatus
- Hypobletus ovas
- Hypobletus parensis
- Hypobletus pauliani
- Hypobletus planipygus
- Hypobletus punctatifrons
- Hypobletus ridens
- Hypobletus schmidti
- Hypobletus semirufus
- Hypobletus striatellus
- Hypobletus subridens
- Hypobletus taciturnus
- Hypobletus tanzaniae
- Hypobletus tuberculifrons